# أساسنز كريد (سلسلة)
أساسنز كريد (بالإنجليزية: Assassin's Creed)‏ أو عقيدة الاغتيالي هي سلسلة ألعاب فيديو عالم مفتوح تاريخية من نوع الخيال العلمي ومغامرات الأكشن والتسلل من منظور الشخص الثالث تتكون من ثلاثة عشر ألعاب رئيسية. اللعبة ظهرت على بلاي ستيشن 3 وبلاي ستيشن 4 و‌إكس بوكس 360 و‌مايكروسوفت ويندوز و‌ماك أو إس إكس و‌نينتندو دي إس و‌بلاي ستيشن بورتبل و‌بلاي ستيشن فيتا وإتش بي ويب أو إس و‌آي أو إس و‌أندرويد و‌ويندوز فون 7 و‌وي يو.
اللعبة الأساسية في السلسلة قامت بتطويرها يوبي سوفت مونتريال للعب الفردي ويوبي سوفت أنيسي للعب الجماعي، بينما تم تطوير النسخة المحمولة بواسطة غيم لوفت وغريبتونيت ستوديوز، مع تطوير إضافي من يوبي سوفت مونتريال. استقبل المستخدمون والنقّاد اللعبة بشكل جيّد، والسلسلة مستوحاة من رواية آلموت للكاتب فلاديمير بارتول. جميع الألعاب في السلسلة نشرتها يوبي سوفت.

## مقدمة
أساسنز كريد تدور بشكل أساسي حول الصِراع بين اثنين من المجتمعات السريّة القديمة وهما «الاغتياليون» (Assassins) و«فرسان الهيكل» (Knights Templar)، وعلاقتهما غير المباشرة بأجناس قديمة سبقت البشرية، والتي دمّرها ومجتمعاتَها انفجار شمسي هائل. تبدأ أحداث السلسلة في العام 2012 مع البطل الرئيسي ديزموند مايلز - نادل مُنحدِر من سُلالة الأساسنز - وبالرغم من تربيّته كاغتيالي، تهرب لفترة من أهله كي يعيش حياة طبيعيّة كمثل بَني سنّهِ، ولكن حياته انقلبت رأسًا على عقب عندما قامت باختطافه مُنظّمَة تُسمى صناعات أبسترغو (Abstergo Industries) وهي الوجه الحديث للفرسان وهم على عِلمٍ بنَسل وحقيقة ديزموند. أجبرت هذه المُنظمة ديزموند على استخدام «الأنيمس» (Animus) وهذا الجهاز يسمح له بتفقّد ذكريات أسلافه. تسعى أبسترغو لمعرفة أماكن العديد من الأثريات وتسمى «قطع عدن» (Pieces of Eden) التي تحتوي على قوى عظيمة تسمح لحاملها بالسيطرة على البشر والتحّكم في مصير الإنسانية وجعل البشر مجموعة واحدة متحدة تحت سَيطرتهم. ومن ثَم يقابل ديزموند فريق صغير من نّسل الأساسنز ويوافق على العمل معهم باستخدام جهاز الأنيمس المُطوَّر للإصدار الثاني ليستكمل رحلته في استكشاف ذكريات أسلافِه للبحث عن المزيد من قطع عدن ليستَردّوا قوّتِهم قبل أن تجِدهم أبسترغو. وبينما يقوم ديزموند باستكشاف هذه الذِكريات، تتسرّب إليه وراثيًا بعض قدرات أسلافه، وهذه الظاهرة معروفة باسم تأثير النزيف (Bleeding Effect)، مما يمنحه بعض مهارات الأساسنز.
باستخدام الأنيمس يقوم ديزموند بتفقُّد ذكريات عدد من أجداده الأساسنز - بمن فيهم الطائر بن لا أحد - يُعاقب في البداية فيُكلَّف بمهمة للتكفير عن ذنبه خلال الحملة الصليبية الثالثة، وإتسيو أوديتوري دا فيرينزي (Ezio Auditore da Firenze) وهو مُغتال إيطالي خلال أواخر القرن الخامس عشر وبدايات القرن السادس عشر أثناء عصر النهضة الإيطالية، ورادونهاغايدون معروف باسم كونور كينواي (Conor Kenway) وهو نصف موهوك نصف بريطاني مارس الاغتيال خلال الثورة الأمريكيّة. خلال كل تلك الأحداث، يعرف ديزموند عن نبوءة نهاية العالم في 2012 من تلميحات الشخص 16 (Subject 16) وهو شخص استخدمته أبسترغو قبل ديزموند لاختبار الأنيمس والنبوءة هي أن الحادثة التي أدت إلى دمار الحضارة القديمة ستتكرر، وسيكتشف أن ذكرياته تحمل مفتاح نجاة الأرض من الانفجار الشمسي الثاني. خلال استكشافات ديزموند سيساعده عروض ثلاثية الأبعاد سجلها ثلاثة من علماء تلك السلالات القديمة وهم: جوبيتر (Jupiter) و‌مينيرفا (Minerva) و‌جونو (Juno). بعد موت ديزموند من أجل إنقاذ الأرض، تقوم أبسترغو بالولوج إلى ذكرياته الباقيَة في الفضاء الإلكتروني بالاستعانة بشخص جديد تقوم الشركة باستئجاره ليقوم باسترجاع ذكريات إدوارد كينواي وهو جَد كونور كينواي، قرصان فوضته الحكومة خلال سنوات الإستعمار البريطاني.

## أسلوب اللعب
بالرغم مِن أن بطل اللعبة الرئيسي هو ديزموند مايلز، إلّا أنه مجرد رابط للأبطال الحقيقيين للسلسلة من خلال الأنيمس الذي يسمح له بولوج وتفقُّد ذكريات أجداده وهم: الطائر بن لا أحد وإتسيو أوديتوري وكونور كينواي. مما يوفّر للّاعِب واجهة تخيلية تعرض عالم كل من الطائر أو إتسيو أو كونور - على مدار السلسلة - وكُل ما يتعلّق بهم من معدّات وأهداف وحتى الحالة الصحيّة والعديد من المزايا الأخرى، ويعرض الأنيمس هذه الواجِهة من داخل عقل ديزموند. ويقوم الأنيمس بمزامنة التحكُّم فينقل الحركة من ديزموند إلى أسلافه. عند موت اللاعِب أو معاكَستِه لمسار الذاكِرة يقوم الأنيمس بإيقاف التزامُن تلقائيًا، مما يجبر اللاعب على بدء الذاكِرة من جديد. ضِف إلى ذلك أنّه لا يمكن للّاعِب الخروج عن المنطقة التي قام باستكشافِها وإلا أدّى ذلك إلى فقدان التزامُن مع الذاكِرة. وقد يحتوي الأنيمس على أشلاء من ذكريات المستخدمين السابقين له.
أثناء اللعب بأسلاف ديزموند تكون اللعبة مُقَدّمة في عالم مفتوح من منظور الشخص الثالث ويرتكز أسلوب اللعب على نظام التسلل. اللعبة مقسّمة إلى مهمات أساسية لخدمة طور القصّة الرئيسية، بالإضافة إلى العديد من المهمّات الجانبية والتي تهدف أيضًا إلى استيعاب أحداث القصّة أكثر فيمكنك أن تجمع الخرائط والكنوز والقطع الأثرية وكذلك استكشاف مقابر الاغتياليين المجهولة ومساعدة المواطنين والقيام بمهام الاغتيالات لبعض رؤوس الفساد ويمكنك أيضًا استكشاف المُدن من الأماكن العالية ثم القيام بقفزة ثقة (Leap of Faith) في أكوام القش بالأسفل، يُمكنك أيضاً إنشاء مُنظمة المغتالين خاصَتك للقيام بمهام أُخرى، أو الإنفاق على إعادة بناء مدينة عن طريق شراء وتطوير المتاجر، كما يُمكنك شراء أسلحة وذخيرة ومعدّات وغيرها من الأُمور التي ستساعِدك في تنميّة موارِدك. أحيانًا يقوك اللاعب بالتحكُّم المُباشِر بديزموند، وبطبيعَة الحال يكون قد اكتسب مهارات أسلافه بسبب تأثير النزيف، ويكون أيضاً قد اكتسب قدرة «رؤية العُقاب» (Eagle Vision)، والتي تمكّنه من تمييز الأصدقاء من الأعداء وأيضًا تمييز الأهداف التي يتوجّب عليه القضاء عليها وهذا التمييز يتم عن طريق إعطاء كل فئة لَون خاص بها. ويمكِّن الأنيمس مستخدمه مِن إعادة أي ذاكِرة فائتة والتفاعُل معها من جديد؛ على سبيل المثال، في لعبة برذرهود، يحقق اللاعِب نتائج أفضل كلما استطاع تأديَة المهمَة بطريقة معيّنة، وأحياناً تكون بقتل أهداف المهمّة فقط.
تتسم اللعبة بالحركات الحيوية مثل الجري وتسلُّق المباني أو القفز فوق الأسطُح مما قد يؤدّي إلى جذب انتباه الحرّاس، فيكون لديك خيارين؛ إمّا القتال أو الهروب والاختباء بعيدًا عن أنظار الحرّاس، فيمكنك الاختباء في كومَة قَش أو داخل أي بئر، والانتظار حتّى يقل انتباه الحُرّاس. نظام القتال يحتوي العديد من الأسلحة الفريدة والدروع والحركات المتعددة، على سبيل المثال استخدام النصل المَخفي المُخبّأ في المِعصم (Hidden Blade)، والذي يُمكِن استخدامه في قتل الأهداف بهدوء.ا

## الألعاب

### السلسلة الرئيسية
| سنة الصدور | الاسم                    | بطل القصة                                         | الأجهزة                                                                |
| ---------- | ------------------------ | ------------------------------------------------- | ---------------------------------------------------------------------- |
| 2007       | أساسنز كريد              | ديزموند مايلز + الطائر بن لا أحد                  | بلاي ستيشن 3، إكس بوكس 360، ويندوز                                     |
| 2009       | أساسنز كريد 2            | ديزموند مايلز + إتسيو أوديتوري                    | بلاي ستيشن 3، إكس بوكس 360، ويندوز ،بلاي ستيشن 4                       |
| 2010       | أساسنز كريد: برذرهود     | ديزموند مايلز + إتسيو أوديتوري                    | بلاي ستيشن 3، إكس بوكس 360، ويندوز، بلاي ستيشن 4                       |
| 2011       | أساسنز كريد ريفيليشنز    | ديزموند مايلز + إتسيو أوديتوري + الطائر بن لا أحد | بلاي ستيشن 3، إكس بوكس 360، ويندوز، بلاي ستيشن 4                       |
| 2012       | أساسنز كريد 3            | ديزموند مايلز + هيثم كينواي + كونر كينواي         | بلاي ستيشن 3، إكس بوكس 360، ويندوز، وي يو                              |
| 2013       | أساسنز كريد 4: بلاك فلاغ | إدوارد كينواي                                     | بلاي ستيشن 3، إكس بوكس 360، ويندوز، بلاي ستيشن 4، إكس بوكس ون          |
| 2014       | أساسنز كريد روغ          | شاي كورماك                                        | بلاي ستيشن 4، إكس بوكس ون، ويندوز                                      |
| 2014       | أساسنز كريد يونيتي       | أرنو دوريان                                       | بلاي ستيشن 4، إكس بوكس ون، ويندوز                                      |
| 2015       | أساسنز كريد سنديكيت      | جايكوب فراي + إيفي فراي                           | بلاي ستيشن 4، إكس بوكس ون، ويندوز                                      |
| 2017       | أساسنز كريد أوريجنز      | بايك                                              | بلاي ستيشن 4، إكس بوكس ون، ويندوز                                      |
| 2018       | أساسنز كريد أوديسي       | ألكسيوس + كاسندرا                                 | بلاي ستيشن 4، إكس بوكس ون، ويندوز                                      |
| 2020       | أساسنز كريد فالهالا      | إيفور                                             | بلاي ستيشن 4، إكس بوكس ون، ويندوز، بلاي ستيشن 5، سيريس إكس             |
| 2023       | أساسنز كريد ميراج        | باسم بن إسحاق                                     | بلاي ستيشن 4، إكس بوكس ون، ويندوز، بلاي ستيشن 5، إكس بوكس سيريس إكس/إس |

### كل الألعاب
| الفترة الزمنية          | العنوان                       | السنة | المنصات | المنصات | المنصات | المنصات | المنصات | الحواسيب | الحواسيب | الأجهزة المحمولة | الأجهزة المحمولة | الأجهزة المحمولة | الهواتف المحمولة | الهواتف المحمولة | الهواتف المحمولة | الهواتف المحمولة | الهواتف المحمولة |
| الفترة الزمنية          | العنوان                       | السنة | بي إس 3 | إكس 360 | وي يو   | بي إس 4 | إكس ون  | ماك      | ويندوز   | دي إس            | بورتبل           | فيتا             | أندرويد          | آي أو إس         | سيمبيان          | ويب أو إس        | ويندوز فون       |
| ----------------------- | ----------------------------- | ----- | ------- | ------- | ------- | ------- | ------- | -------- | -------- | ---------------- | ---------------- | ---------------- | ---------------- | ---------------- | ---------------- | ---------------- | ---------------- |
| الحملة الصليبية الثالثة | أساسنز كريد                   | 2007  | نعم     | نعم     | لا      | لا      | لا      | لا       | نعم      | لا               | لا               | لا               | لا               | لا               | لا               | لا               | لا               |
| الحملة الصليبية الثالثة | أساسنز كريد: التايرز كرونيكلز | 2008  | لا      | لا      | لا      | لا      | لا      | لا       | لا       | نعم              | لا               | لا               | نعم              | نعم              | نعم              | نعم              | نعم              |
| الحملة الصليبية الثالثة | أساسنز كريد: بلودلاينز        | 2009  | لا      | لا      | لا      | لا      | لا      | لا       | لا       | لا               | نعم              | لا               | لا               | لا               | لا               | لا               | لا               |
| عصر النهضة              | أساسنز كريد 2                 | 2009  | نعم     | نعم     | لا      | لا      | لا      | نعم      | نعم      | لا               | لا               | لا               | لا               | لا               | نعم              | لا               | لا               |
| عصر النهضة              | أساسنز كريد 2: ديسكفري        | 2009  | لا      | لا      | لا      | لا      | لا      | لا       | لا       | نعم              | لا               | لا               | لا               | نعم              | لا               | لا               | لا               |
| عصر النهضة              | أساسنز كريد: برذرهود          | 2010  | نعم     | نعم     | لا      | لا      | لا      | نعم      | نعم      | لا               | لا               | لا               | لا               | لا               | نعم              | لا               | لا               |
| عصر النهضة              | أساسنز كريد: ريفليشنز         | 2011  | نعم     | نعم     | لا      | لا      | لا      | لا       | نعم      | لا               | لا               | لا               | نعم              | لا               | نعم              | لا               | لا               |
| عصر النهضة              | أساسنز كريد: ملتي بلير ريآرمد | 2011  | لا      | لا      | لا      | لا      | لا      | لا       | لا       | لا               | لا               | لا               | لا               | نعم              | لا               | لا               | لا               |
| عصر النهضة              | أساسنز كريد: ريكولكشن         | 2011  | لا      | لا      | لا      | لا      | لا      | لا       | لا       | لا               | لا               | لا               | لا               | نعم              | لا               | لا               | لا               |
| عهد الاستعمار           | أساسنز كريد 3                 | 2012  | نعم     | نعم     | نعم     | لا      | لا      | لا       | نعم      | لا               | لا               | لا               | لا               | لا               | نعم              | لا               | لا               |
| عهد الاستعمار           | أساسنز كريد 3: ليبريشن        | 2012  | نعم     | نعم     | لا      | لا      | لا      | لا       | نعم      | لا               | لا               | نعم              | لا               | لا               | لا               | لا               | لا               |
| عهد الاستعمار           | أساسنز كريد 4: بلاك فلاغ      | 2013  | نعم     | نعم     | نعم     | نعم     | نعم     | لا       | نعم      | لا               | لا               | لا               | لا               | لا               | لا               | لا               | لا               |
| عهد الاستعمار           | أساسنز كريد: يوتوبيا          | 2013  | لا      | لا      | لا      | لا      | لا      | لا       | لا       | لا               | لا               | لا               | نعم              | نعم              | لا               | لا               | لا               |
| عهد الاستعمار           | أساسنز كريد: بيراتس           | 2013  | لا      | لا      | لا      | لا      | لا      | لا       | لا       | لا               | لا               | لا               | نعم              | نعم              | لا               | لا               | لا               |
| عهد الاستعمار           | أساسنز كريد روغ               | 2014  | نعم     | نعم     | لا      | لا      | لا      | لا       | نعم      | لا               | لا               | لا               | لا               | لا               | لا               | لا               | لا               |
| عهد الاستعمار           | أساسنز كريد آيدنتيتي          | 2014  | لا      | لا      | لا      | لا      | لا      | لا       | لا       | لا               | لا               | لا               | نعم              | نعم              | لا               | لا               | لا               |
| الثورة الفرنسية         | أساسنز كريد يونيتي            | 2014  | لا      | لا      | لا      | نعم     | نعم     | لا       | نعم      | لا               | لا               | لا               | لا               | لا               | لا               | لا               | لا               |
| الإمبراطورية الصينية    | أساسنز كريد كرونيكلس: تشاينا  | 2015  | لا      | لا      | لا      | نعم     | نعم     | لا       | نعم      | لا               | لا               | نعم              | لا               | لا               | لا               | لا               | لا               |
| العصر الفكتوري          | أساسنز كريد سنديكيت           | 2015  | لا      | لا      | لا      | نعم     | نعم     | لا       | نعم      | لا               | لا               | لا               | لا               | لا               | لا               | لا               | لا               |
| إمبراطورية السيخ        | أساسنز كريد كرونيكلس: إنديا   | 2016  | لا      | لا      | لا      | نعم     | نعم     | لا       | نعم      | لا               | لا               | نعم              | لا               | لا               | لا               | لا               | لا               |
| الثورة البلشفية         | أساسنز كريد كرونيكلس: روسيا   | 2016  | لا      | لا      | لا      | نعم     | نعم     | لا       | نعم      | لا               | لا               | نعم              | لا               | لا               | لا               | لا               | لا               |
| البطالمة                | أساسنز كريد أوريجنز           | 2017  | لا      | لا      | لا      | نعم     | نعم     | لا       | نعم      | لا               | لا               | لا               | لا               | لا               | لا               | لا               | لا               |
| الحرب البيلوبونيسية     | أساسنز كريد أوديسي            | 2018  | لا      | لا      | لا      | نعم     | نعم     | لا       | نعم      | لا               | لا               | لا               | لا               | لا               | لا               | لا               | لا               |

| اسم اللعبة                          | زمن الشخصية الاولى | اسم الشخصية في الزمن الاول | زمن الشخصية الثانية | اسم الشخصية في الزمن الثانية | سنة نزول اللعبة |
| Assassin's Creed Odyssey            | 431–422 ق-م        | أليكسيوس–كاساندرا          | ؟–؟                 | ليلى حسن                     | 2018            |
| Assassin's Creed Origins            | 49–43 ق-م          | بايك                       | ؟–؟                 | ليلى حسن                     | 2017            |
| Assassin's creed Mirage             | 860 _870 م         | باسم بن إسحاق              | ؟_؟                 |                              | 2023            |
| Assassin's Creed Valhalla           | 873 م              | إيفور                      | ؟–؟                 | ليلى حسن                     | 2020            |
| Assassin's Creed                    | 1165–1257 م        | الطائر                     | 1987–2013           | ديزموند مايلز                | 2007            |
| Assassin's Creed II                 | 1476–1524 م        | إتسيو أوديتوري             | 1987–2013           | ديزموند مايلز                | 2009            |
| Assassin's Creed: Brotherhood       | 1476–1524 م        | إتسيو أوديتوري             | 1987–2013           | ديزموند مايلز                | 2010            |
| Assassin's Creed : Revelations      | 1476–1524 م        | إتسيو أوديتوري             | 1987–2013           | ديزموند مايلز                | 2011            |
| Assassin's Creed Chronicles: China  | 1526 م             | شاو يون                    | ؟–؟                 | ؟–؟                          | 2015            |
| Assassin's Creed IV : Black Flag    | 1693–1735 م        | إدوارد كينواي              | ؟–؟                 | ؟–؟                          | 2013            |
| Assassin's Creed Rogue              | 1758 م             | شاي باتريك                 | ؟–؟                 | ؟–؟                          | 2014            |
| Assassin's Creed III                | 1753–1783 م        | كونور كينواي               | 1987–2013           | ديزموند مايلز                | 2012            |
| Assassin's Creed Unity              | 1768 م             | أرنو دوريان                | ؟–؟                 | ؟–؟                          | 2014            |
| Assassin's Creed Chronicles: India  | 1841 م             | أرباز مير                  | ؟–؟                 | ؟–؟                          | 2016            |
| Assassin's Creed Syndicate          | 1868 م             | جايكوب فراي وإيفي فراي     | ؟–؟                 | ؟–؟                          | 2015            |
| Assassin's Creed Chronicles: Russia | 1918 م             | نيكولاي                    | ؟–؟                 | ؟–؟                          | 2016            |

## السلسلة الرئيسية

### أساسنز كريد
تقوم شركة أبسترجو باختطاف ديزموند وإجباره على استخدام الأنيمس لإستكشاف ذكريات الطائر بن لا أحد أثناء الحملة الصليبية الثالثة. بدأ ديزموند بمشاهدة الأحداث بداية من كَسر الطائر للمبادئ الثلاثة لجماعة الأساسنز أثناء مواجهته للصليبي روبرت دي سابل في محاولة إسترجاع إحدى قطع عدن. يقوم المعلم وهو رئيس جماعة الأساسنز بتخفيض رتبة الطائر إلى مغتال مبتدئ ولكي يستعيد مكانته السابقة يقوم المعلم بإرساله في مهمّة لقتل تسعة أهداف في عدة مدن مختلفة بمن فيهم روبرت دي سابل. يسعى الطائر في مهمته وفي كل مرة يقوم الطائر بقتل أحد أهدافه يكتشف أن هناك علاقة بين هؤلاء الأشخاص حيث أنّهم جميعاً من جماعة التمبلرز قام روبرت دي سابل بتوحيدهم للحصول على السلطة في
الأراضي المقدّسة بشكل مستقل عن المسلمين (ساراكينوس) والصليبيين.

### أساسنز كريد II
صدرت في سنة 2009، تعود لوسي وتساعد ديزموند عى الهرب من أبسترجو وتحضره إلى مخبأ وتعرفه إلى أصدقائها شون وريبيكا وهم أيضاً أساسنز، بالإضافة إلى وجود نسخة محدثة من جهاز الأنيمس. يقوم ديزموند بالدخول إلى الأنيمس مرة أخرى ويكتشف ذكريات سلفه «إيزيو أوديتوري» وهو شاب من النبلاء في عام 1476 في مدينة فلورنسا. يأمل ديزموند في الحصول على قدرات إيزيو من خلال تأثير النزيف ليساعد الأساسنز.

### أساسنز كريد: برذرهود
هذه اللعبة هي تكلمة لقصة إيزيو أوديتوري حيث يعود إلى مدينة «مونتي ريجيوني». حيث بعد ليلة أمضاها مع «كاترينا سفورزا» وعندما استيقظ وجد المدينة محاصرة من «تشيزاري بورجيا». يشارك إيزيو في القتال ضد قوات تشيزاري لكن عمه ماريو يقتل على يد تشيزاري والذي قام بسرقة ' تفاحة عدن ' لكن إيزيو يستطيع الهروب بعد إصابته بجروح. إزيو يسافر إلى روما راغباً في العدالة وفي استرداد تفاحة عدن وأيضاً من أجل تحرير سكانها من نفوذ عائلة بورجيا. لفعل ذلك يقوم إيزيو بتجنيد أساسنز (مغتالون) جدد، كما يقوم بإنشاء تحالفات بين الفصائل المختلفة.
في هذا الجزء من اللعبة تم للمرة الأولى في السلسلة إضافة نمط اللعب الجماعي عبر الإنترنت.

### أساسنز كريد: ريفليشنز
أساسنز كريد: ريفيليشنز هو الجزء الذي صدر في شهر نوفمبر من عام 2011 وهو من تطوير ونشر شركة يوبي سوفت. في هذه الجزء تم التركيز على الثلاث شخصيات الرئيسية في الأجزاء السابقة وهم: الطائر، إيزيو وديزموند.
في العرض التشويقي للعبة والذي عرض في معرض الترفيه الإلكتروني «إي3 E3» في عام 2011 ظهر إيزيو وكان واضحاً عليه التقدم في السن، حيث سيقوم إيزيو في هذا الجزء بالبحث عن أصول جماعة الأساسنز (المغتالون) بالإضافة إلى محاولة معرفة المزيد عن ماضي الطائر.

### أساسنز كريد:3
صدرت في 2012، القصة سوف تدور في أحداث الثورة الأمريكية ما بين عام 1753 و1783، والتي سوف تركز على شخصية جديدة جدا حول شاب مختلط الجنسية نصف انجليزى والنصف الآخر من قبيلة موهوك (بالإنجليزية: Mohawk)‏ التي تمثل قبائل الهنود الحمر، وتم تسميته عند ولادته باسم Ratohnhaké:ton والذي أشتهر بعد ذلك باسم كونور كينواي (Connor)، وسوف يتم مهاجمة بيته من قبل المستعمرين البريطانيين مما يدفعه لدخول المعركة ضد الظلم والاستبداد، ومن هنا سوف تتوالى الأحداث ويعتقد أنه سوف يقابل شخصيات تاريخية مثل: جورج واشنطن وبينجامين فرانكلين وتشارلز لي.

### أساسنز كريد:4 بلاك فلاغ
صدرت في 2013، تدور أحداث اللعبة في سنة 1715، بطل اللعبة هو إدوارد كينواي جد كونور كينواي بطل أساسنز كريد III. إدوارد هو قرصان إنجليزي بارع، لكن مغرور تدفعه رغبته بالشهرة والثراء.

### أساسنز كريد: يونتي
صدرت في 2014، أساسنز كريد يونيتي هو الجزء السابع في تسلسل هذه اللعبة وهو مكمل لأحداث الجزء السابق أساسنز كريد IV: بلاك فلاغ والمكمل أيضا بالجزء أساسنز كريد روق الذي صدر علي أجهزة إكس بوكس 360 وبلاي ستيشن 3 وتدور القصة حول مجموعة من الثوار أثناء قيام الثورة الفرنسية وبالتحديد في مدينة باريس وسيكون البطل هو «أرنو دوريان» الذي سيوضح الأسباب الحقيقة وراء قيام الثورة الفرنسية.

### أساسنز كريد: روغ
الشخصية الرئيسية في اللعبة هو شاي باتريك كورماك البالغ من العمر واحد وعشرين عاماً وهو عضو في أخوية الحشاشين قبل أن يصاب بخيبة أمل عند اكتشاف أساليبهم وقضيتهم بمجرد العمل لصالحهم. في نهاية المطاف يقوم شاي بخيانتهم ويتخلى عنهم بعد أن تنتهي أحد المهمات بكارثة كبيرة، ثم يتم قبوله فيما بعد في تنظيم فرسان الهيكل ويصبح صياداً لأعضاء طائفة الأساسنز.

### أساسنز كريد سنديكيت
تقع أحداث القصة في لندن في سنة 1868 خلال الثورة الصناعية حيث يكون التوأم جايكوب فراي وأخته إيفي فراي هما بطلا القصة حيث يتنقلان عبر أروقة الجريمة المنظمة خلال العصر الفكتوري ويحاربان التنظيم الذي أنشأه ويتحكم به فرسان الهيكل.

## ألعاب أخرى

### أساسنز كريد: التايرز كرونيكلز
يتم إرسال الطائر بن لا أحد في مهمة لإسترداد الكأس والذي في حوزة الصليبيين والمسلمين معاً. يقوم الطائر بالبحث عن ثلاثة مفاتيح سحريّة مختلفة ثم يسافر إلى القدس لمواجهة رئيس فرسان الهيكل، بازيليسك. عند وصوله، يعلم أن الكأس لم يكُن إلّا امرأة اسمها أدهى والتي تكتشف أن الطائر تم خداعه من قِبل مغتال اسمه حرَش، والذي يعمل الآن كعميل مزدوج لفرسان الهيكل. بعد قتل كل من الحرَش وبازيليسك، يحاول الطائر أن يخلّص أدهى من الأسر ولكن يفوت الأوان. تنتهي اللعبة وأدهى مأسورة في سفينة تبحر بعيداً تاركةً الطائر في الأراضي المقدّسة.

### أساسنز كريد: بلودلاينز
يسافر الطائر من الأراضي المقدّسة متجهاً إلى قبرص ليغتال آخر بقايا فرسان الهيكل. وهنا يقابل الطائر ماريا مرة أٌخرى، يسافران معاً لقتل بقايا فرسان الهيكل وليعرفوا أكثر عن «تفاحة عدن» وعن أرشيف غامض خاص بفرسان الهيكل والذي يوجد بداخله المزيد من الأثريات المخبّأة. ينجح الطائر في اغتيال الرئيس الجديد لفرسان الهيكل، أرماند بوشارت، وأتباعه، ولكنه يكتشف أن محتويات الأرشيف قد أخِذت بالفعل من قبرص.

## الإستقبال
سلسلة أساسنز كريد، وبالتحديد الألعاب الرئيسية، حظيت بإعجاب ومدح الجماهير والنقّاد، منهم من قال عن أساسنز كريد «...أنها أفضل سلسلة في هذا الجيل من ألعاب المنصات».
وتعتبر سلسلة أساسنز كريد هي ورقة يوبى سوفت الرابحة خلال العقد المنصرم فلقد حققت المرجو منها بل وأكثر عندما يتعلق الأمر بالمبيعات.
حيث أن الأجزاء الرئيسية من السلسلة التي صدرت على الأجهزة المنزلية قد حققت مبيعات كبيرة وصلت إلى أكثر من 55 مليون نسخة مباعة حتى شهر مارس من عام 2013.

## وصلات خارجية
- أساسنز كريد على موقع ميوزك برينز (الإنجليزية)
- أساسنز كريد على موقع ميوزك برينز (الإنجليزية)

- مراجعة موقع ميتاكريتيك
- مراجعة موقع غيم رانكنغز